# Sophie Manéglier
Sophie Antoinette Manéglier, née à Paris le 6 mai 1803, morte à Fismes le 19 avril 1892 à 89 ans, et inhumée à Arcis-le-Ponsart, est une poétesse française.
Elle avait habité Reims et l’abbaye d’Igny, acquise par sa famille à la Révolution. Elle a écrit des poésies chrétiennes, des pensées morales et des comédies imprimées à Reims.

## Œuvre
- Poésies chrétiennes, suivies de trois pièces de poésies diverses et d'un Éloge de Racine, Reims, 1844.
- Fables, Reims, 1875.
- Poésies diverses, Reims, 1878.
- Comédies en prose et en vers, Reims, 1879.
- Pensées morales et philosophiques, Reims, 1880.